# Jimmy Osmond
Jimmy Osmond (Canoga Park, Californië, 16 april 1963) is een Amerikaanse muzikant en ondernemer in de muziekbusiness. Hij is het jongste lid van de muzikale familie Osmond. Als soloartiest heeft Osmond zes gouden platen, één platina plaat en twee gouden albums verzameld.

## Carrière
Osmond was het negende en jongste kind van Olive May-Davis (1925-2004) en George Virl Osmond (1917-2007). Zijn oudere broers en zussen zijn Virl, Tom, Alan, Wayne, Merrill, Jay, Donny en Marie Osmond. Hij is ook de enige van de negen broers en zussen van Osmond die niet is geboren in de geboorteplaats van de familie, Ogden (Utah). Osmond kreeg les van docenten om zijn professionele leven tegemoet te komen. Hij werd ook opgeleid door Mary Osmond, de vrouw van zijn broer Merrill.
Hij ontving zijn eerste gouden plaat op 5-jarige leeftijd voor het nummer My Little Darling, dat hij in het Japans opnam. Hij was de eerste Osmond die dit bereikte. Zijn opname van Long Haired Lover from Liverpool in 1972 resulteerde in het Guinness Book of World Records, waarin hij de jongste artiest werd die een #1 single in de Britse singlehitlijst had. Het lied werd vermeld aan Little Jimmy Osmond. In Japan had hij de bijnaam Jimmy Boy.
In 1978 speelde Osmond in de speelfilm The Great Brain. Hij speelde ook in andere acteerrollen, waaronder twee afleveringen van de tv-serie Fame. Hij trad vaak op op het podium en op televisie met zijn oudere broers en zussen. In 1985 ontmoette hij latino impresario Manuel Montoya bij A&M Records, hetgeen leidde tot zijn enige Spaanse opname Siempre Tu. Hij toerde door Latijns-Amerikaanse markten, waaronder Puerto Rico, Mexico, Venezuela en Chili. Ook diende hij als jurylid bij de editie van het OTI-festival in 1986. Het Osmonds album I Can't Get There Without You uit 2012 werd uitgevoerd met Jimmy Osmond op leadzang; het was het eerste album met Jimmy als leadzanger, aangezien oudere broer Merrill Osmond die rol in de band had. Bij live optredens fungeert Jimmy vaak als co-leadzanger met Merrill, een rol die Donny eerder had tijdens de hoogtijdagen van de band in de vroege jaren 1970.
Osmond is voorzitter van Osmond Entertainment. Hij heeft de meeste merchandisingactiviteiten van de Osmonds ontwikkeld en begeleid, evenals honderden uren aan programmering voor netwerken als ABC, PBS, de BBC en Disney Channel.
Hij trad ook op in muziektheater. Net als zijn broer Donny vele jaren eerder speelde hij in Joseph and the Amazing Technicolor Dreamcoat. Hij speelde ook in Boogie Nights in 2004 in het Grand Theatre in Blackpool. In 2005 toerde Jimmy Osmonds American Jukebox Show door het Verenigd Koninkrijk, opnieuw naar het Grand Theatre in Blackpool. Mede-sterren van de show waren onder meer Billy Pearce en Jimmy's broers Jay en Wayne. Van 11 december 2010 tot 2 januari 2011 speelde hij Buttons in Cinderella in het White Rock Theatre in Hastings; van 16 december 2011 tot 15 januari 2012 speelde hij de rol van Wishee Washee in Aladdin in het Grand Theatre in Swansea en van 1 december 2017 tot 7 januari 2018 de rol van Abanzar in de pantomime Aladdin in His Majesty's Theatre in Aberdeen.
Hij was te zien in verschillende Britse tv-shows, waaronder de reality-tv-serie I'm a Celebrity... Get Me Out of Here!, uitgezonden door ITV in 2005 (hij eindigde op de vierde plaats), een verschijning in 2006 bij All Star Family Fortunes, een versie van Come Dine with Me, Celebrity Family Fortunes en Everybody Dance Now. In januari 2010 nam Osmond deel aan het Britse ITV1 reality-tv-programma Popstar to Operastar. In 2016 was Jimmy finalist bij de Britse versie van Celebrity Masterchef.
In 2014 schreef Osmond het semi-autobiografisch prentenboek Awesome Possum Family Band voor kinderen. In hetzelfde jaar nam hij de activiteiten over van het Andy Williams Moon River Theatre in Branson (Missouri), waar hij nu verantwoordelijk is voor het produceren en boeken van shows. In 2015 ontving Osmond een eredoctoraat in de kunsten en geesteswetenschappen van de Iowa Wesleyan University. Hij was het eerste familielid van Osmond dat die onderscheiding ontving en hield op 9 mei 2015 de openingstoespraak.

## Privéleven
Osmond trouwde op 7 juni 1991 met Michele Larson. Ze hebben vier kinderen. Sophia Michelle (geboren 28 september 1994), Zachary James (geboren 10 oktober 1997), Arthur Wyatt (geboren 16 februari 2000) en Isabelle Olive Renee (geboren 27 februari 2002).
Net als de rest van zijn familie is Osmond lid van The Church of Jesus Christ of Latter-day Saints (LDS Church).
Op 27 december 2018, na zijn optreden als Captain Hook in de enscenering van de pantomime Peter Pan door de Birmingham Hippodrome, werd Osmond naar het ziekenhuis gebracht waar werd vastgesteld dat hij een beroerte had gehad. Hij had eerder een beroerte gehad in 2004, veroorzaakt door een sindsdien gecorrigeerd patent foramen ovale. Hij sprak voor het eerst sinds de beroerte in april 2019 in het openbaar en verklaarde dat hij in goede gezondheid verkeerde en voorlopig een langverwachte pauze nam van de showbusiness. Hij heeft sindsdien niet meer in het openbaar gesproken, maar is doorgegaan met het runnen van zijn bedrijven, waaronder het Andy Williams Performing Arts Center. In een interview in februari 2020 verklaarde Jimmy's broer Merrill dat Jimmy tijdens zijn herstel nog steeds van plan was zijn zakelijke ondernemingen voort te zetten, en dat Merrill hoopte dat Jimmy uiteindelijk zou terugkeren naar de band.

## Discografie

### Singles
- 1972: Long Haired Lover from Liverpool
- 1972: Tweedle Dee
- 1974:	I'm Gonna Knock On Your Door

### Albums
- 1972: Killer Joe
- 1972: Little Jimmy Osmond
- 1975: Little Arrows
- 1981: Kimi Wa Pretty
- 1985: Siempre Tu
- 2000: Keep The Fire Burnin'

### NPO Radio 2 Top 2000
Van Jimmy Osmond stond alleen Long haired lover from Liverpool in 2000 in de NPO Radio 2 Top 2000, op plek 1680.
- Bibliothèque nationale de France: cb14823305s (data)
- Gemeinsame Normdatei: 136268609
- International Standard Name Identifier: 0000 0000 7844 0883
- Library of Congress Control Number: n94119184
- MusicBrainz: 21b8070d-4d73-4fe3-84f4-9acfc860ead1
- Virtual International Authority File: 19946782
- WorldCat: E39PBJxGWQ6FJppRWJQDJ6CG73